# Abraxas nigrivena
Abraxas nigrivena là một loài bướm đêm trong họ Geometridae.